# Melancholia
Melancholia (en hangul, 멜랑꼴리아; romanización revisada, Mellangkkollia) es una serie de televisión surcoreana transmitida del 10 de noviembre del 2021 hasta el 30 de diciembre de 2021 a través de tvN. La serie también está disponible para transmisión en iQIYI y Viu en territorios seleccionados.
La serie cuenta la historia de escándalos y corrupción en las escuelas secundarias privadas de Gangnam.

## Sinopsis
La serie cuenta la historia de Ji Yoon-soo, una profesora de matemáticas en la prestigiosa escuela secundaria privada Ahseong (Ahsung High School), que es un semillero para la corrupción. Yoon-soo es una mujer bondadosa, pero muy tenaz y terca una vez que toma una decisión sobre algo. Extremadamente apasionada por las matemáticas, es una maestra que anima a sus alumnos a encontrar sus propias respuestas.
En la escuela conoce a Baek Seung-yoo, un joven estudiante con problemas que está al final de la clase. Al darse cuenta de su potencial en matemáticas, comienza a ayudarlo y sus calificaciones aumentan, convirtiéndolo en el número uno en la clase. A su vez, Seung-yoo es un estudiante que rara vez habla, pero le gusta tomar fotografías con su cámara, no tiene amigos en la escuela, pero tiene un pasado impactante. Cuando era niño, ganó muchas olimpíadas de matemáticas y a los 10 años ingresó al Instituto Tecnológico de Massachusetts en Estados Unidos, pero desapareció repentinamente a los 12 años.
Las cosas se salen de control cuando las interacciones de Yoon-soo con Seung-yoo pronto comienzan a crear rumores entre los otros estudiantes y padres de familia sobre un escándalo sexual entre ambos, lo que resulta en que Yoon-soo sea despedida de su trabajo.
Cuatro años después, Yoon-soo y Seung-yoo se reencuentran, ahora como adultos, se unen para exponer las corrupciones de la escuela secundaria Ahseong y recuperar la reputación de Yoon-soo como maestra.

## Reparto

### Personajes principales
- Im Soo-jung como Ji Yoon-soo, una apasionada maestra de matemáticas de la escuela secundaria Asung, que está dedicada a animar a sus estudiantes para ser mejores. Su vida da un vuelco cuando las intrigas y corrupciones de la escuela la impactan.[9][10]
  - Cha Jung-hyun como Yoon-soo de pequeña
- Lee Do-hyun como Baek Seung-yoo, un joven genio de las matemáticas. Es una persona de pocas palabras que tarda en responder y es indiferente a todo, prefiere tomar fotografías en silencio con cámaras DSLR en lugar de cámaras de teléfonos celulares.[11][12][13]
  - Choi Seung-hun como Seung-yoo / Baek Min-jae de pequeño.
- Jin Kyung como Noh Jung-ah, la directora de la administración escolar en la escuela secundaria Asung.[14][15]
- Choi Dae-hoon como Ryoo Seong-jae, el prometido de Ji Yoon-soo, así como el asesor de políticas en la Oficina de Educación.

### Personajes secundarios

#### Personal de la Escuela Asung
- Jang Gwang como Noh In-hyung, el presidente de la Escuela Asung.
- Son Jin-hwan como Oh Jin-taek, el director de la escuela secundaria Asung, una famosa escuela secundaria privada en el primer distrito educativo de Corea del Sur.
- Jeon Jin-ki como Choi Seong-han, el asistente del director de la escuela secundaria Asung, la cual está afiliada a la Fundación de la Academia Asung.
- Oh Hye-won como Noh Yeon-woo, la segunda hija del presidente de la Academia Asung, así como la directora de Ahsung International Middle School.
  - Park Yoon-young como Yeon-woo de joven (Ep. 6).
- Yang Jo-ah como Kim Jin-hee, una maestra del departamento de idioma coreano en la escuela secundaria Asung y la maestra de aula del octavo grado en el segundo año.
- Ahn Sang-woo como Han Myung-jin, un maestro de matemáticas de la escuela secundaria Asung.
- Kim Mi-hye como Ahn Sung-go, una maestra de matemáticas en la escuela secundaria Asung.

#### Estudiantes de la Escuela Secundaria Asung
- Woo Da-vi como Seong Ye-rin, la hija de Seong Min-joon y Yoo Hye-mi, así como una primera alumna de la escuela secundaria Asung.
  - Lee Go-eun como Ye-rin de pequeña (Ep. 5).
- Choi Woo-sung como Jang Gyu-yeong, un estudiante y el segundo en toda la escuela secundaria Asung. Está celoso de Baek Seung-yoo.[16][17]
- Lee Kang-ji como Lee Hyun-jae, uno de los mejores amigos de Baek Seung-yoo y Park Hyun-do. Es una persona optimista con una personalidad positiva, le gusta la música y el baile, y tiene un encanto moderno.[18]
- Lee Sang-jin como Park Hyun-do, uno de los mejores amigos de Baek Seung-yoo y Lee Hyun-jae. Es una persona vivaz, brillante y honesta, que se une al club de baile junto con Seung-yoo y Hyun-jae.
- Lee Da-yeon como Kyung Soo-young, la hija del ministro Kyung Woo-min, quien utiliza el poder de su padre para transferirse la escuela secundaria Ah Sung.

#### Familiares
- Oh Kwang-rok como Ji Hyun-wook, como el padre de Ji Yoon-soo.
- Jang Hyun-sung como Seong Min-joon, el padre de Seong Ye-rin y miembro de la Asamblea Nacional.
- Byun Jung-soo como Yoo Hye-mi, una actriz top, así como la esposa de Seong Min-joon y madre de Seong Ye-rin.
- Kim Ho-jin como Baek Min-sik, un psiquiatra en Hangok-dong y el padre de Baek Seung-yoo.
- Baek Ji-won como Min Hee-seung, la madre de Baek Seung-yoo, quien sufre porque su hijo es el último en la escuela.[19]
- Kim Ji-young como Kim Ji-na, la única hija de Noh Jung-ah, es conocida como la pequeña Paris Hilton. Es una joven que descuida a sus amigos y hace el mal.
- Jeon Guk-hyang como Shin Kyung-in, la madre de Ryoo Seong-jae.
- Han Ki-joong como Ryu Hyeon-il, el padre de Ryoo Seong-jae.

### Otros personajes
- Shin Soo-yeon como Choi Si-an.
- Kyung Ki-hyun como Il-woo, como el amigo de Baek Seung-yoo.
- Lee Se-na como Jo Yoon-ah, una reportera de la estación de radio.
- Lee Tae-hyung como Im Hyung-bin, como el director de Hakwon.
- Kwon Hyuk-soo como Jung Il-young, el ministro de educación.
- Park Yong como Shin Seung-jae, el viceministro.
- Song Kyung-hwa como la madre de un estudiante.
- Jo Seung-yeon como la madre de un estudiante.
- Bo Ra-na como la madre de un estudiante.
- Park Sung-yun como Yoo Sun-a.
- Lee Eugene como Sung Yoo-chan.[20]
- Lee Yoo-joo como una pequeña pasajera del tren (Ep. 1).
- Oh Kyu-taek como el padre de un estudiante (Ep. 1).
- Min Jung-sup como un detective (Ep. 1).
- Lim Jung-min como un guardia de seguridad (Ep. 1).
- Kang Du-hyun como un niño de la pirámide de Rubik (Ep. 1).
- Hong Eun-jeong como una empleada de la tienda de novias (Ep. 3).
- Jang Ho-joon como un estudiante (Ep. 3).
- Seo Jeong-hoo como el encargado de los asuntos escolares (Ep. 3).
- Lee Eun-ju como la esposa del viceministro Shin Seung-jae (Ep. 4).
- Yeo Woon-bok como Cha Sung-won (Ep. 4-5).
- Garrison Michael Farquharson-Keener como un profesor (Ep. 4-5).
- Kim Jin-goo como Kim Han-chul (Ep. 5).
- Han Ho-yong como un empleado de estudio de fotografía (Ep. 5).
- Lee Joo-young como una enfermera (Ep. 5).
- Park Ji-ho como un reportero (Ep. 5).
- Ahn Chan-woong como el secretario de Noh Yeon-woo (Ep. 6).
- Sung Chan-ho como un orador (Ep. 6).
- Park Jin-young como el señor Lee (Ep. 6).
- Hwang Soo-min como la presentadora del programa de noticias (Ep. 6-7).
- Lee Yoon-sang como Kyung Woo-min, un ministro (Ep. 7).
- Kwak Myung-hwa como la esposa de Kyung Woo-min (Ep. 7).
- Yang Ha-yoon como una reportera de TNN (Ep. 7).
- Kim Oh-bok como un moderador (Ep. 7).
- Lee Chae-min como una empleada del internado (Ep. 7).
- Seo Hye-jin como una enfermera del sanatorio (Ep. 7).
- Kang Moon-kyung como un profesor (Ep. 7, 16).
- Kim Bong-soo como un espectador del partido de Janggi (Ep. 8).
- Kim Hae-gon como un agente de bienes raíces (Ep. 8).
- Lee Jae-woo como Park Si-hyung, un oficial de la policía (Ep. 8).
- Bae Yoo-ri como la anfitriona del restaurante (Ep. 9-10).
- Lee Dong-kyu como un presentador de TNN (Ep. 10).
- Oh Seung-chan como un doctor (Ep. 10).
- Jang Eui-don como un empleado de la fiscalía (Ep. 10).
- Lee Ji-young como el fotógrafo de la firma de libros (Ep. 11).
- Jun Joon-woo como un reportero de UTN (Ep. 12-13).
- Hwang Joo-ho como un abogado (Ep. 13).
- Yook Mi-ra como una tía (Ep. 13).
- Kim Myung-joong como un miembro de la junta (Ep. 13).
- Yoon Gi-chang como un detective (Ep. 13-14).
- Park Se-hoon como un detective (Ep. 14).
- Seol Chang-hee como el contacto de Ryoo Seong-jae (Ep. 14).
- Lee Seo-yul como el señor Ahn (Ep. 14, 16).
- Yoo Ji-hyuk como un detective (Ep. 15).
- Shin Won-woo como un personal de la fiscalía (Ep. 15).
- Yoon Dan-bi como una enfermera (Ep. 15).
- Min Sang-chul como un doctor (Ep. 15).
- Choi Yi-sun como un reportero (Ep. 15-16).
- Yu Seung-il como un fiscal (Ep. 16).
- Lee Sung-il como un fiscal (Ep. 16).
- Ko Kyung-man como un fiscal (Ep. 16).
- Kim Yoon-seol como una pequeña estudiante (Ep. 16).
- Go Seung-bo como un estudiante (Ep. 16).
- An Seong-won como un estudiante (Ep. 16).
- Seo Hee como una empleada de la ceremonia de premiación (Ep. 16).
- Lee Jong-goo como un profesor (Ep. 16).
- So A-rin como Ahn Jenny.
- Chu Yeon-gyu como un maestro.
- Lee Chang como un maestro.
- Hong Seong-gwan como un personal de la sala de seguridad.
- Yook Hyun-suk como un reportero.
- Jo Hye-sun como una empleada de la academia Sammu.
- Park Road como un estudiante.

## Episodios
La serie conformada por dieciséis episodios, fue estrenada como un proyecto especial del 15.º aniversario de tvN del 10 de noviembre hasta el 30 de diciembre de 2021, todos los miércoles y jueves a las 22:30 Huso horario de Corea (KST).

### Índice de audiencia
Los números en color rojo indican las calificaciones más bajas, mientras que los números en azul indican las calificaciones más altas.
| Episodio | Fecha de emisión        | Participación promedio de audiencia | Participación promedio de audiencia |
| Episodio | Fecha de emisión        | Nacional                            | Seúl                                |
| -------- | ----------------------- | ----------------------------------- | ----------------------------------- |
| 1        | 10 de noviembre de 2021 | 3.617 % (2.ª)                       | 4.174 % (2.ª)                       |
| 2        | 11 de noviembre de 2021 | 2.407 % (2.ª)                       | 2.459 % (2.ª)                       |
| 3        | 17 de noviembre de 2021 | 2.529 % (3.ª)                       | 2.548 % (3.ª)                       |
| 4        | 18 de noviembre de 2021 | 1.619 % (2.ª)                       | 1.682 % (4.ª)                       |
| 5        | 24 de noviembre de 2021 | 1.993 % (2.ª)                       | 1.865 % (2.ª)                       |
| 6        | 25 de noviembre de 2021 | 1.496 % (5.ª)                       | 1.738 % (3.ª)                       |
| 7        | 1 de diciembre de 2021  | 2.654 % (2.ª)                       | 3.035 % (2.ª)                       |
| 8        | 2 de diciembre de 2021  | 1.887 % (2.ª)                       | 1.762 % (3.ª)                       |
| 9        | 8 de diciembre de 2021  | 3.163 % (2.ª)                       | 3.085 % (2.ª)                       |
| 10       | 9 de diciembre de 2021  | 2.203 % (2.ª)                       | 2.024 % (2.ª)                       |
| 11       | 15 de diciembre de 2021 | 2.741 % (2.ª)                       | 2.632 % (2.ª)                       |
| 12       | 16 de diciembre de 2021 | 2.260 % (2.ª)                       | 2.467 % (2.ª)                       |
| 13       | 22 de diciembre de 2021 | 2.349 % (2.ª)                       | 1.740 % (4.ª)                       |
| 14       | 23 de diciembre de 2021 | 2.303 % (2.ª)                       | 1.903 % (4.ª)                       |
| 15       | 29 de diciembre de 2021 | 2.720 % (1.ª)                       | 2.769 % (2.ª)                       |
| 16       | 30 de diciembre de 2021 | 2.450 % (2.ª)                       | 2.277 % (3.ª)                       |
| Promedio | Promedio                | 2.399 %                             | 2.386 %                             |

## Banda sonora
El OST de la serie está conformado por las siguientes canciones:

### Parte 1
| N.º | Intérprete | Canción              | Letra          | Música | Duración |
| --- | ---------- | -------------------- | -------------- | ------ | -------- |
| 1   | Jemma      | "All I Need"         | Jayins y Jemma | Jayins | 3:10     |
| 2   |            | "All I Need" (Inst.) | -              | Jayins | 3:10     |

### Parte 2
| N.º | Intérprete    | Canción           | Letra         | Música        | Duración |
| --- | ------------- | ----------------- | ------------- | ------------- | -------- |
| 1   | Sunwoo Jung-a | "Darling"         | Choi In-young | Choi In-young | 4:10     |
| 2   |               | "Darling" (Inst.) | -             | Choi In-young | 4:10     |

### Parte 3
| N.º | Intérprete            | Canción                      | Letra  | Música | Duración |
| --- | --------------------- | ---------------------------- | ------ | ------ | -------- |
| 1   | Banda de Na Sang-hyun | "Lily of the Valley"         | DANIEL | DANIEL | 4:20     |
| 2   |                       | "Lily of the Valley" (Inst.) | -      | DANIEL | 4:20     |

### Parte 4
| N.º | Intérprete | Canción               | Letra               | Música                  | Duración |
| --- | ---------- | --------------------- | ------------------- | ----------------------- | -------- |
| 1   | CHEEZE     | "Let Me Know"         | Hanjun y Park Sejun | Lee Yoojin y Park Sejun | 2:56     |
| 2   |            | "Let Me Know" (Inst.) | -                   | Lee Yoojin y Park Sejun | 2:56     |

## Producción
La serie fue creada por Studio Dragon y es un proyecto especial del 15.º aniversario de tvN.
La dirección está a cargo de Kim Sang-hyeob y el guion por Kim Ji-woon.
Las fotográficas de la primera lectura del guion fueron reveladas en 2021, mientras que la conferencia de prensa en línea fue realizada el 2 de noviembre del mismo año.
Originalmente la serie sería estrenada el 3 de noviembre de 2021, sin embargo el 31 de octubre del mismo año un representante de la serie anunció que el estreno había sido atrasado hasta el 10 de noviembre del mismo año, después de que varios miembros del personal de producción de la serie dieran positivo por COVID-19.

### Recepción
El 16 de noviembre de 2021, Good Data Corporation compartió su nueva clasificación de los dramas y miembros del elenco que generaron más revuelo durante la semana. Las listas se compilaron a partir del análisis de artículos de noticias, publicaciones de blogs, comunidades en línea, videos y publicaciones en redes sociales sobre los dramas que están actualmente al aire o que saldrán al aire próximamente. Antes de su estreno, la serie obtuvo el puesto número 7 en la lista de dramas, más comentados de la semana. Mientras que el actor Lee Do-hyun ocupó el puesto número 8 dentro de los diez miembros del elenco más comentados de la semana.
El 23 de noviembre de 2021, Good Data Corporation compartió su nueva clasificación de los dramas y miembros del elenco que generaron más revuelo durante la semana. Las listas se compilaron a partir del análisis de artículos de noticias, publicaciones de blogs, comunidades en línea, videos y publicaciones en redes sociales sobre los dramas que están actualmente al aire o que saldrán al aire próximamente. Antes de su estreno, la serie obtuvo el puesto número 9 en la lista de dramas, más comentados de la semana.
El 28 de noviembre de 2021, se anunció que la serie se encontraba entre los 6 mejores dramas coreanos de Viki de ese mismo mes.
El 30 de noviembre de 2021, Good Data Corporation compartió su nueva clasificación de los dramas y miembros del elenco que generaron más revuelo durante la semana. Las listas se compilaron a partir del análisis de artículos de noticias, publicaciones de blogs, comunidades en línea, videos y publicaciones en redes sociales sobre los dramas que están actualmente al aire o que saldrán al aire próximamente. La serie obtuvo el puesto número 10 en la lista de dramas, más comentados de la semana.
El 7 de diciembre de 2021, Good Data Corporation compartió su nueva clasificación de los dramas y miembros del elenco que generaron más revuelo durante la semana. Las listas se compilaron a partir del análisis de artículos de noticias, publicaciones de blogs, comunidades en línea, videos y publicaciones en redes sociales sobre los dramas que están actualmente al aire o que saldrán al aire próximamente. La serie obtuvo el puesto número 8 en la lista de dramas, más comentados de la semana. Mientras que los actores Lee Do-hyun e Im Soo-jung ocuparon los puestos 5 y 10 respectivamente dentro de los diez miembros del elenco más comentados de la semana.
El 14 de diciembre de 2021, Good Data Corporation compartió su nueva clasificación de los dramas y miembros del elenco que generaron más revuelo durante la semana. Las listas se compilaron a partir del análisis de artículos de noticias, publicaciones de blogs, comunidades en línea, videos y publicaciones en redes sociales sobre los dramas que están actualmente al aire o que saldrán al aire próximamente. La serie ocupó nuevamente el puesto número 5 en la lista de dramas, más comentados de la semana. Mientras que los actores Lee Do-hyun e Im Soo-jung ocuparon los puestos 4 y 6 respectivamente dentro de los diez miembros del elenco más comentados de la semana.
El 4 de enero de 2022, Good Data Corporation compartió su nueva clasificación de los dramas y miembros del elenco que generaron más revuelo durante la semana. Las listas se compilaron a partir del análisis de artículos de noticias, publicaciones de blogs, comunidades en línea, videos y publicaciones en redes sociales sobre los dramas que están actualmente al aire o que saldrán al aire próximamente. La serie obtuvo el puesto número 9 en la lista de dramas, más comentados de la semana.